# Porto Interior de Macau (Fausto Sampaio)
Porto Interior de Macau é uma pintura a óleo sobre tela pintada em 1936 pelo pintor português Fausto Sampaio, que se notabilizou como "o Pintor do Império" por ter realizado grande parte das suas obras nas décadas de 30 e 40 do século XX nas províncias ultramarinas. Representa a foz do Rio das Pérolas, em Macau.

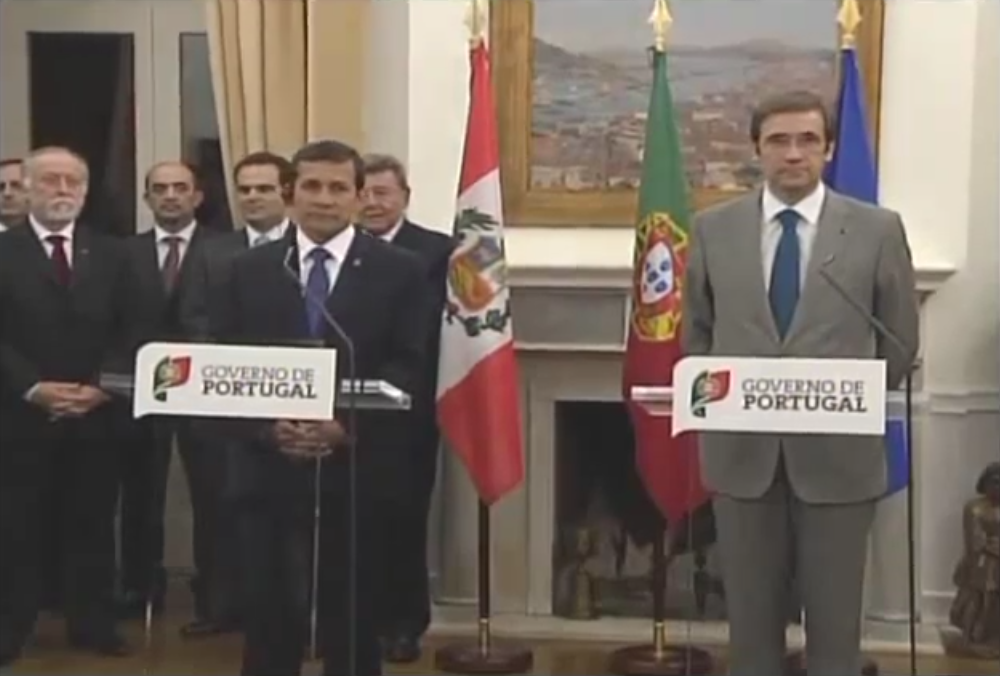
A pintura no Palacete de São Bento em 2012, por detrás de Pedro Passos Coelho e Ollanta Humala (Presidente do Peru)

O Porto Interior de Macau esteve exposto no Palacete de São Bento, residência oficial do primeiro-ministro português, desde 1989 a 2017. Terá sido emprestado pelo Museu do Chiado para o gabinete do primeiro-ministro em 1989, quando Aníbal Cavaco Silva ocupava o cargo e, já com António Guterres como primeiro-ministro, em 1995, transitou para o topo da lareira da Sala de Audiências, nos espaços nobres do palacete. Aí permaneceu, talvez um pouco esquecida, durante mais de 20 anos, tornando-se provavelmente "numa das obras mais fotografadas pela imprensa portuguesa nos últimos anos".
A pintura foi retirada em 2017, quando, no âmbito da mostra "Arte em São Bento", se promoveu a exposição de obras de arte contemporânea no palacete em regime de rotatividade anual. Encontra-se actualmente no Museu do Chiado, mas nas reservas, longe dos olhares do público.